# Jacob Daalder
Jacob Daalder (J. Daalder Dirkz.) (Den Hoorn (Texel), 28 mei 1862 – Bergen (NH), 6 december 1935) was een Nederlandse onderwijzer en schrijver, en een kenner van de flora en fauna van Texel, in het bijzonder van de avifauna.

## Biografie
Jacob Daalder Dirkzoon werd geboren in Den Hoorn op Texel als de zoon van Dirk Daalder (1826-1896) en Marretje Eelman (1827-1879). Hij volgde een opleiding tot onderwijzer in Haarlem, en werd in 1881 onderwijzer aan de openbare lagere school te Oosterend op Texel. Hij zou dat blijven tot 1926. “Hij was een ouderwetse dorpsschoolmeester in de beste zin van het woord en een belangrijke en gewaardeerde figuur in de dorpsgemeenschap.”
Jacob Daalder trouwde op 8 augustus 1866 met Jannetje Vonk (1865-1951); ze kregen vijf kinderen, van wie er één binnen een maand overleed en één levenloos werd geboren. De oudste zoon was Dirk Leonardus Daalder (1887-1963).

## Vogels
Jacob Daalder was bevriend met Jac. P. Thijsse, Theo van Hoytema en Adolphe Burdet. Toen Thijsse onderwijzer werd op Texel werd hij door Jacob Daalder ingewijd in de ornithologische ins en outs van het eiland. Voous stelt dat het verschijnen van het Verkade-album Texel mede aan Jacob Daalder te danken is geweest.
Daalder behoorde op 30 maart 1901 tot de oprichters van de Nederlandsche Ornithologische Vereeniging (N.O.V.) in Amsterdam, samen met onder andere Thijsse. Op 31 mei 1902 leidde hij een excursie van de N.O.V. naar de door hem ontdekte broedplaats van de noordse stern Sterna paradisaea.
Die ontdekking van het broeden van de noordse stern in de polder Het Noorden in het jaar 1898 is ongetwijfeld een hoogtepunt in Daalder's carrière als amateur-ornitholoog geweest. Het enthousiaste verhaal van R. baron Snouckaert van Schauburg in De Levende Natuur van augustus 1898 laat hierover weinig twijfel bestaan. Overigens geeft Daalder's eigen verslag van deze ontdekking een goed beeld van de werkwijze van vogelaars in die tijd. En enige trots klinkt door in zijn artikel in De Levende Natuur van 1903 als hij meldt dat deze ontdekking zelfs in een Duits ornithologisch tijdschrift vermelding kreeg.
Een ander hoogtepunt was ongetwijfeld zijn aanwezigheid bij de roemruchte tocht in 1894 van Jac. P. Thijsse en Paul Louis Steenhuizen op Texel, die “zo beeldend door Thijsse is beschreven in de eerste zes afleveringen” van de eerste jaargang van De Levende Natuur onder de titel 'Een week in een vogelparadijs.'

## Jacob Daalder school
Op 7 juli 1978 kreeg de openbare lagere school van Oosterend de naam “Jacob Daalderschool”. De naam werd onthuld door een zoon van Daalder, P.J. Daalder (geboren 1899). Tegenwoordig is in het gebouw aan de Vliestraat 26 de basisschool De Vliekotter gehuisvest.